# Mary Harris Jones
Mary Harris Jones, també coneguda com a Mother Jones (Cork, Irlanda, ca. 1 d'agost de 1837 – Silver Spring, EUA, 30 de novembre de 1930) fou una líder sindical estatunidenca.

## Biografia
Va néixer el 1837 a Cork, Irlanda, en temps de la Gran Fam. La família va emigrar a Toronto quan Harris tenia cinc anys i després va traslladar-se als Estats Units, on va començar a guanyar-se la vida com a mestra i modista. Posteriorment va marxar cap a Memphis per casar-se amb George Jones, amb qui va formar una família. Quan el seu marit i els seus fills van morir durant l'epidèmia de la febre groga ella es va traslladar a Chicago per seguir guanyant-se la vida com a modista. Durant el Gran Incendi de 1871 també va perdre la casa. A partir d'aquest moment va començar a implicar-se en diverses lluites sindicals.
Mary Harris Jones tenia més de cinquanta anys quan va començar la seva activitat sindical. Va actuar com a oradora per primera vegada a Pittsburg durant la Gran vaga del ferrocarril de l'any 1877. Durant tots els anys que va estar en actiu va participar i dirigir centenars de vagues, com ara la del motí de Haymarket de l'any 1886, i va treballar principalment en l'organització sindical dels miners de Virginia Occidental i Colorado. Va estar en actiu fins als vuitanta anys, cap a la dècada de 1920. Durant la darrera etapa va dedicar la seva lluita a la millora de les condicions laborals dels treballadors del tramvia, de la confecció i de l'acer.
Harris era partidària de l'acció directa de la militància, de la recuperació dels mitjans de producció i creia en la capacitat dels treballadors per gestionar el seu propi treball. També creia que qualsevol moviment sindical havia de superar les divisions racials i ètniques i per tant, havia d'incloure als treballadors no qualificats i als immigrants. Va treballar especialment per incloure a la població afrodescendent i als immigrants mexicans i italians. Tot i que no era una figura especialment feminista, defensava la importància d'incloure el nucli familiar (dones i infants) en la lluita sindical per tal de millorar les condicions generals de vida dels treballadors.
Tot i que va ser una líder molt estimada pels treballadors, a qui anomenaven Mare, en altres esferes va ser considerada la dona més perillosa d'Amèrica i fins i tot va ser condemnada per conspiració d'assassinat després d'una vaga entre els anys 1912-1913. La condemna es va desestimar després de l'aparició de diverses mostres públiques de suport a favor seu.
Harris també és autora dels textos The New Right, publicat l'any 1899, i Letter of Love and Labor, publicat en dos volums els anys 1900 i 1901.

## Últims anys

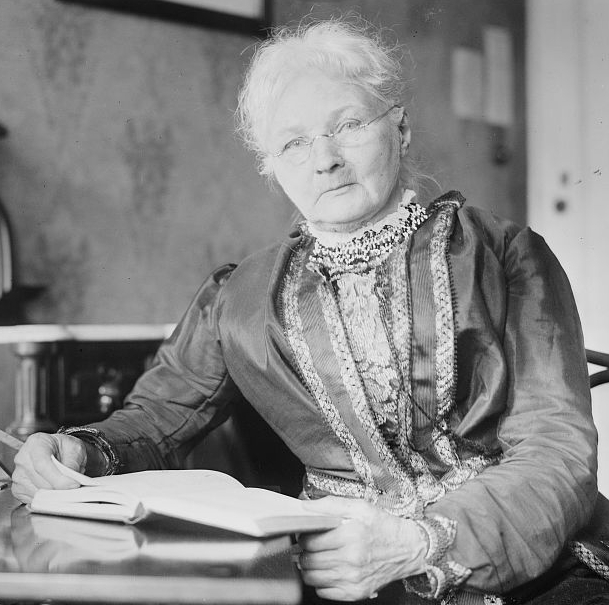
Jones va ser denunciada a la sala del Senat dels EUA com làvia de tots els agitadors.

Jones va romandre organitzadora sindical de l'UMW durant la dècada del 1920 i va continuar parlant sobre assumptes sindicals gairebé fins que va morir. Va publicar el seu propi relat de les seves experiències en el moviment obrer com The Autobiography of Mother Jones (1925). Tot i que Mother Jones es va organitzar durant dècades en nom de l'UMWA a Virgínia Occidental i fins i tot va denunciar l'estat com a medieval, el capítol del mateix nom de la seva autobiografia, elogia sobretot el governador Ephraim F. Morgan per defensar la llibertat de la Primera Esmena a la publicació laboral setmanal The Federationist.
Durant els seus últims anys, Jones va viure amb els seus amics Walter i Lillie May Burgess a la seva granja a l'actual Adelphi, Maryland. Allà va celebrar el seu 100è aniversari l'1 de maig de 1930 i va ser filmada fent una declaració per a un noticiari.

## Mort
Mary Harris Jones va morir el 30 de novembre de 1930 a la granja Burgess, aleshores a Silver Spring, Maryland, actualment part d’Adelphi. Hi va haver una missa funerària a l'església catòlica de Sant Gabriel a Washington, DC

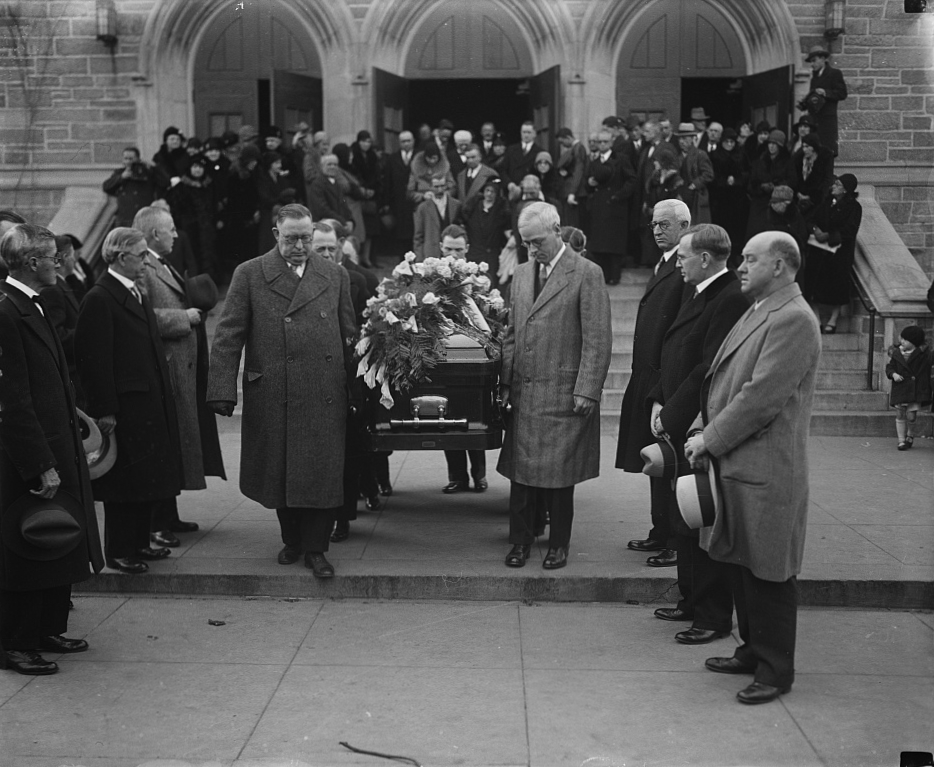
Funeral de Mother Jones, 3 de desembre de 1930

Jones està enterrada al cementiri Union Miners de Mount Olive, Illinois, al costat dels miners que van morir en la batalla de Virden de 1898. Ella va anomenar aquests miners, assassinats en la violència relacionada amb la vaga, els seus nois. El 1932, uns 15.000 treballadors de les mines d'Illinois es van reunir a Mount Olive per protestar contra els Treballadors de les Mines Unis, que aviat es van convertir en els Treballadors de les Mines Progressistes d'Amèrica. Convençuts que havien actuat amb l'esperit de la mare Jones, els miners van decidir col·locar una làpida adequada a la seva tomba. El 1936, els miners havien estalviat més de 16.000 dòlars i van poder comprar 80 tones de granit rosa de Minnesota, amb estàtues de bronze de dos miners flanquejant un eix de vint peus amb un baix relleu de la Mare Jones al centre.  L'11 d'octubre de 1936, també conegut com el Dia dels Miners, es calcula que unes 50.000 persones van arribar a la tomba de Mother Jones per veure la nova làpida i el monument. Des de llavors, l'11 d'octubre no només es coneix com el Dia dels Miners, sinó que també es coneix i se celebra a Mount Olive com el Dia de la Mare Jones.
La granja on va morir va començar a anunciar-se com a Mother Jones Rest Home el 1932, abans de ser venuda a una església baptista el 1956. El lloc ara està marcat amb un marcador de Maryland Historical Trust, i una escola primària propera rep el seu nom en honor seu.

## Llegat
El 1930, Mother Jones va dir el següent sobre el seu llegat: «Em considero una bolxevic, una vermella i una IWW, i una radical, i admeto ser tot el que m'han acusat. Sóc qualsevol cosa que canviaria a una civilització més alta i més grandiosa per als segles que vindran I desitjo veure el dia en què els treballadors tinguin el destí de la nació a les seves pròpies mans, i ella s'unirà i mostrarà al món el que els treballadors poden fer».
Mother Jones va seguir sent un símbol molt conegut per al moviment obrer estatunidenc després de la seva mort i segueix sent un símbol important del poder del treball organitzat entre els activistes i organitzadors, tant als Estats Units com a nivell mundial.

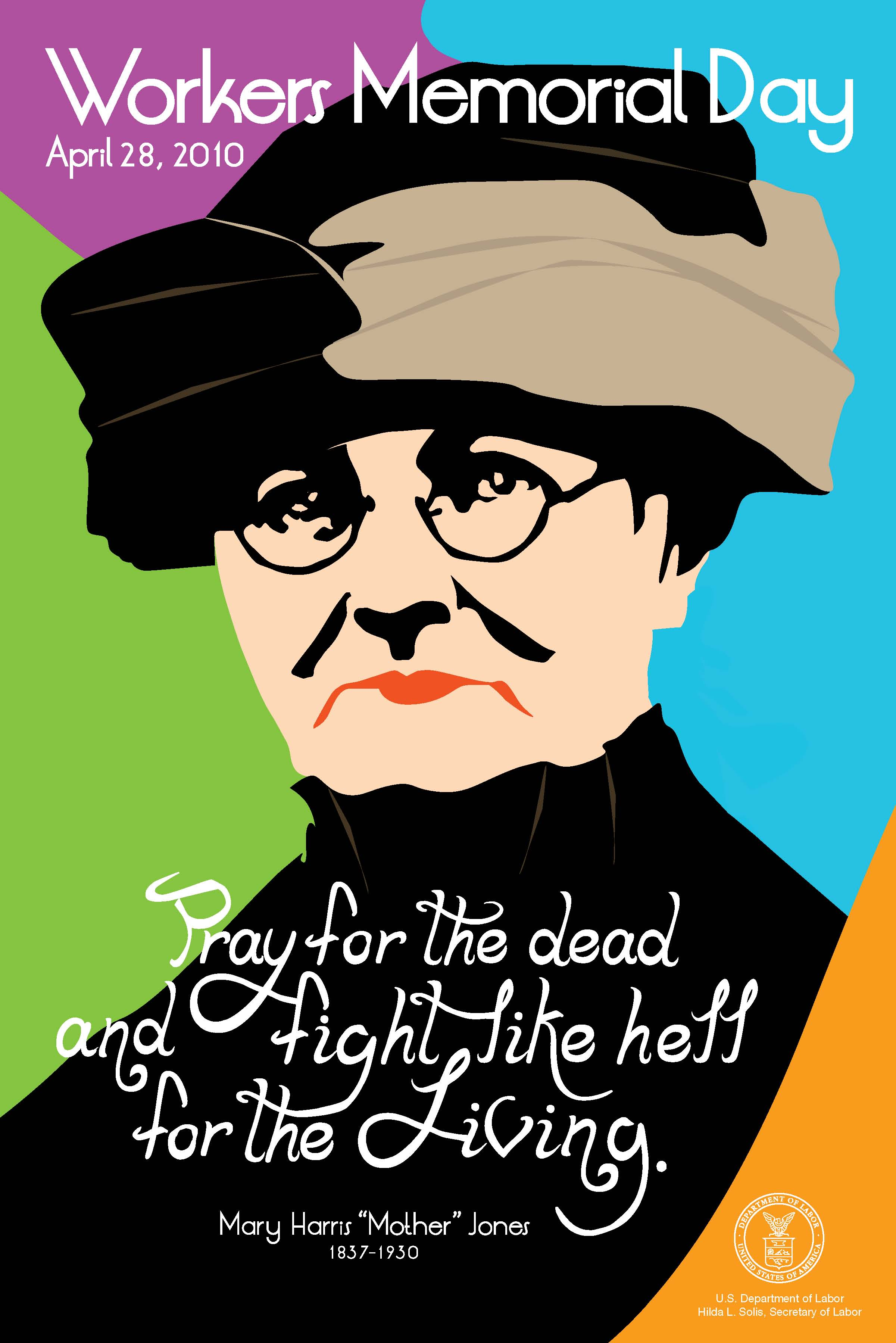
Pòster del Departament de Treball dels Estats Units, 2010

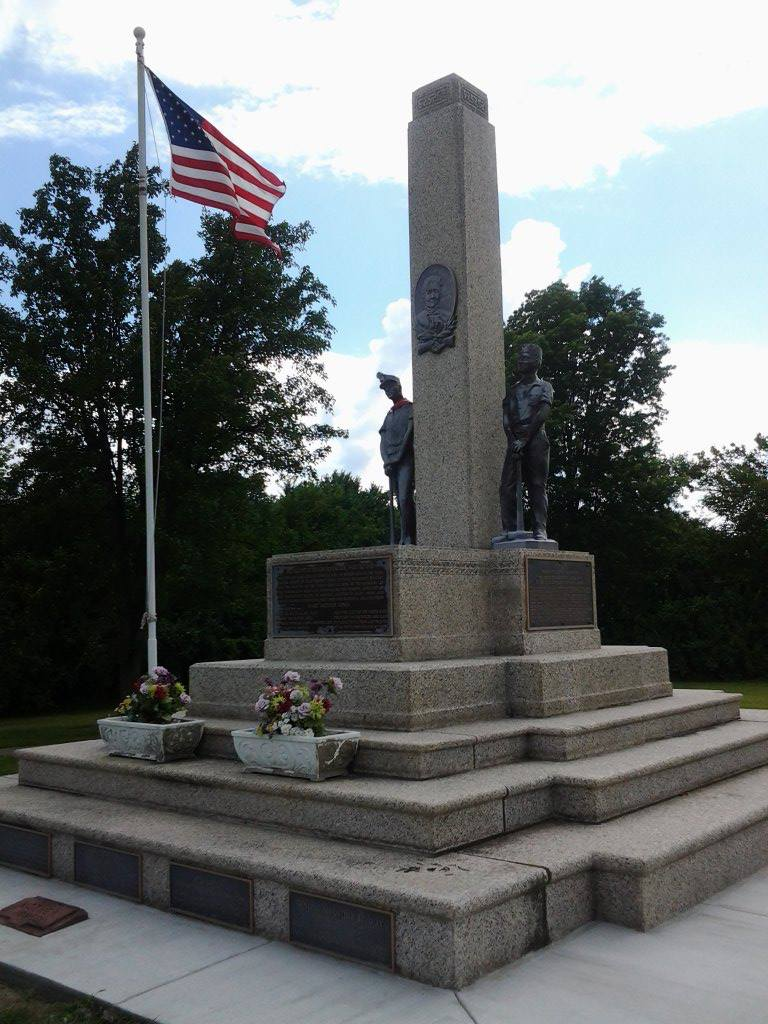
Lloc d'enterrament de Mother Jones al cementiri Union Miners de Mount Olive, Illinois

- Les paraules de Jones encara són invocades pels partidaris dels sindicats més d'un segle després: «Pregueu pels morts i lluiteu com l'infern pels vius».[17] Ja coneguda com l'àngel dels miners quan va ser denunciada a la sala del Senat dels Estats Units com l'àvia de tots els agitadors, va respondre: «Espero viure prou per ser la besàvia de tots els agitadors».[18]
- La revista Mother Jones es va establir a la dècada del 1970 i ràpidament es va convertir en la revista radical més venuda de la dècada.[19]
- El 1984, va ser incorporada al National Women's Hall of Fame.[20]
- Durant l'amarga vaga del carbó de Pittston de 1989-1990 a Virgínia, Virgínia Occidental i Kentucky, les dones i filles dels miners de carbó en vaga, inspirades en les històries que encara sobreviuen del llegendari treball de Jones entre una generació anterior de miners de carbó de la regió, es van anomenar a elles mateixes Filles de la mare Jones. Van tenir un paper crucial en els piquets i en la presentació del cas dels miners a la premsa i al públic.[21]
- El premi Mother Jones va ser concedit entre 1996 i 2009, tot i que es va saltar uns quants anys, pel Projecte d'Història de la Dona Treballadora i el seu predecessor, el Projecte d'Història de Dones i Treball.[22]
- Coincidint amb el Dia Internacional de la Dona, el 8 de març de 2010, l'Ajuntament de Cork va aprovar una proposta del conseller Ted Tynan perquè s'erigís una placa a la ciutat de Cork, nativa de Mary Harris Jones.[23] Els membres del Comitè Commemoratiu de Cork Mother Jones van descobrir la placa[24] l'1 d'agost de 2012 per commemorar el 175è aniversari del seu naixement. El Cork Mother Jones Festival també es va celebrar l'any 2012 a la zona de Shandon de la ciutat, prop del seu lloc de naixement, amb nombrosos ponents convidats.[25] El festival ara té lloc anualment al voltant de l'aniversari i ha donat lloc a una consciència creixent del llegat de Mother Jones i dels vincles entre admiradors d'Irlanda i dels Estats Units.[26] Un nou documental, Mother Jones and Her Children, ha estat produït per Frameworks Films[27] de Cork i es va estrenar al festival de Cork el 2014.
- El 2019, Mother Jones va ser incorporada al National Mining Hall of Fame.[28]
- La Mary Harris Mother Jones Elementary School existeix a Adelphi, Maryland.[29]
- Els estudiants de la Wheeling Jesuit University, Wheeling, West Virginia, poden sol·licitar residir a Mother Jones House, una casa de serveis fora del campus. Els residents realitzen almenys deu hores de servei comunitari cada setmana i participen en sopars i esdeveniments comunitaris.[30]
- L'estat de Virgínia de l'Oest commemora l'empresonament de Mother Jones a través d'un indicador de la carretera històrica. El marcador va ser fet per la Divisió de Cultura i Història de Virgínia Occidental. El marcador diu: «RATT. Es va establir per primera vegada a principis de la dècada de 1780 i es va incorporar el 1905. Lloc important a la vaga de Paint–Cabin Creek de 1912–13. L'organitzadora laboral Mother Jones va passar el seu 84è aniversari empresonada aquí. Districte històric de Pratt, que figura a la National Register el 1984, reconeix la important arquitectura residencial de la ciutat des de les primeres plantacions fins als estils victorians». El marcador es troba a la ciutat de Pratt, just al costat de West Virginia 61.[31]